# Saaksum
Saaksum (Gronings: Soaksum), vroeger ook gespeld als Saaxum, is een dorp met 90 inwoners (1 januari 2023) in de gemeente Westerkwartier in de Nederlandse provincie Groningen. Tot de gemeentelijke herindeling van 1990 hoorde het tot de voormalige gemeente Oldehove.
Saaksum is een in gave staat verkerend wierdedorp. Het is beschermd dorpsgezicht. De wierde ligt aan de rand van het dorp, aan de doorgaande weg van Aduard naar Roodehaan.

## Kerk
Op de wierde staat de Hervormde kerk, die in 1849 werd herbouwd. Haar voorganger was een kerk die volgens een akte uit 1588 gewijd was aan de heilige Catharina van Alexandrië. Een gedenksteen beneden in de toren meldt dat deze in 1550 'ghemaket' is. In 1709 werd de toren hersteld. In 1845 werd besloten tot nieuwbouw van de kerk wegens bouwvalligheid, waarbij de toren bleef staan. De nieuwe kerk verrees in 1849. Vanaf de kerk loopt een kort kerkpad naar het dorpje dat geheel ligt langs een rondlopende weg.

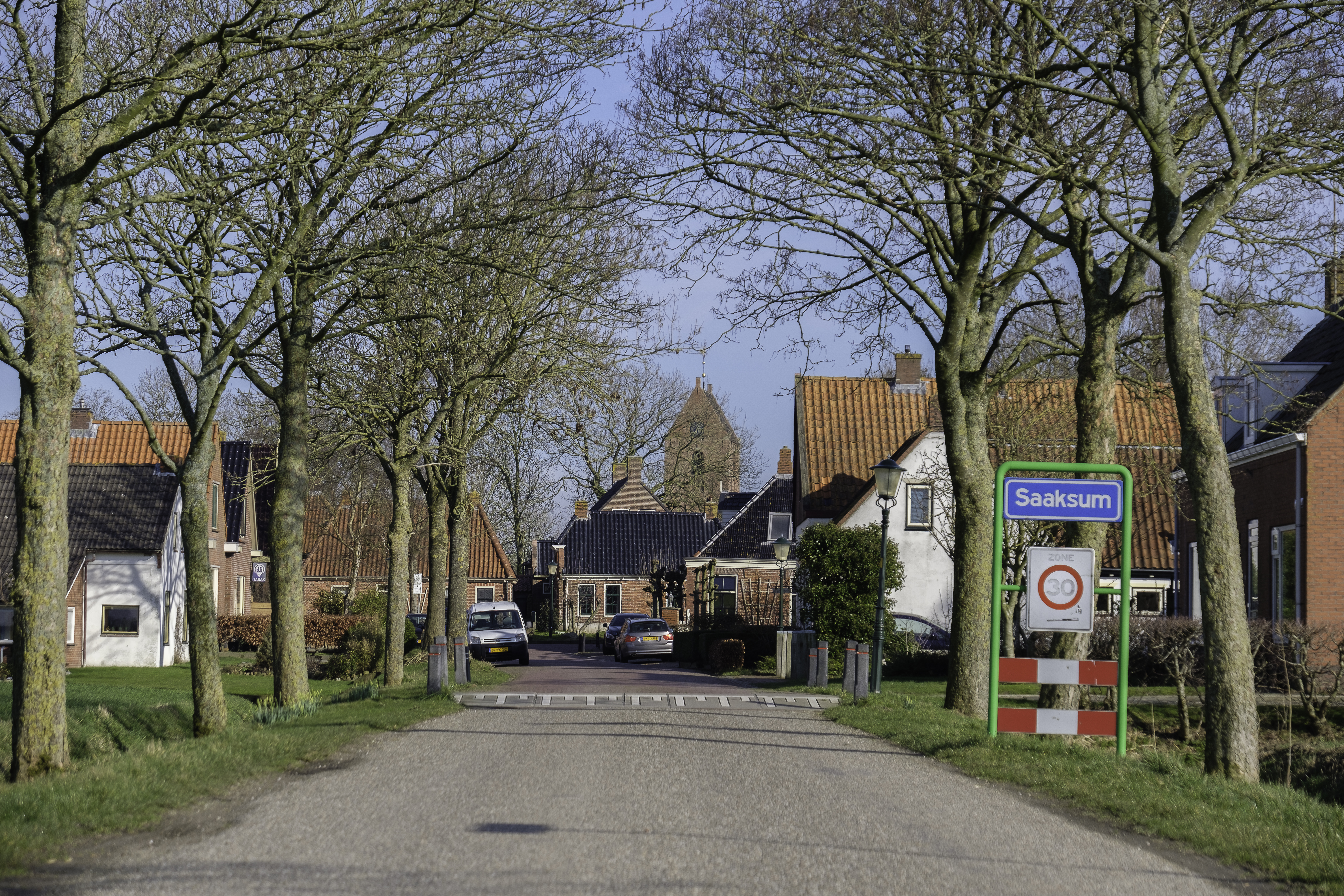
Ingang van het dorp vanaf Englum gezien
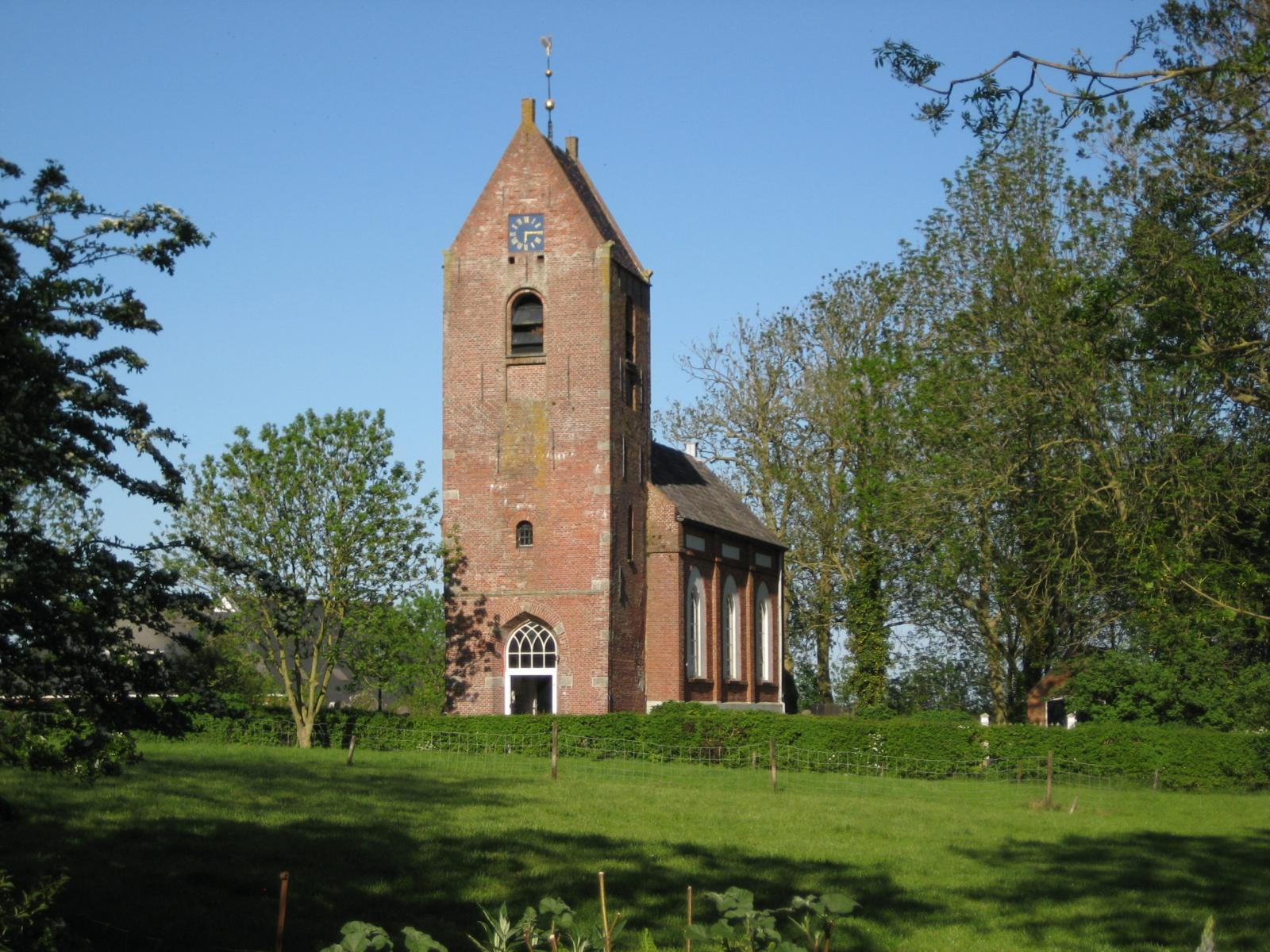
De kerk van Saaksum (2008)
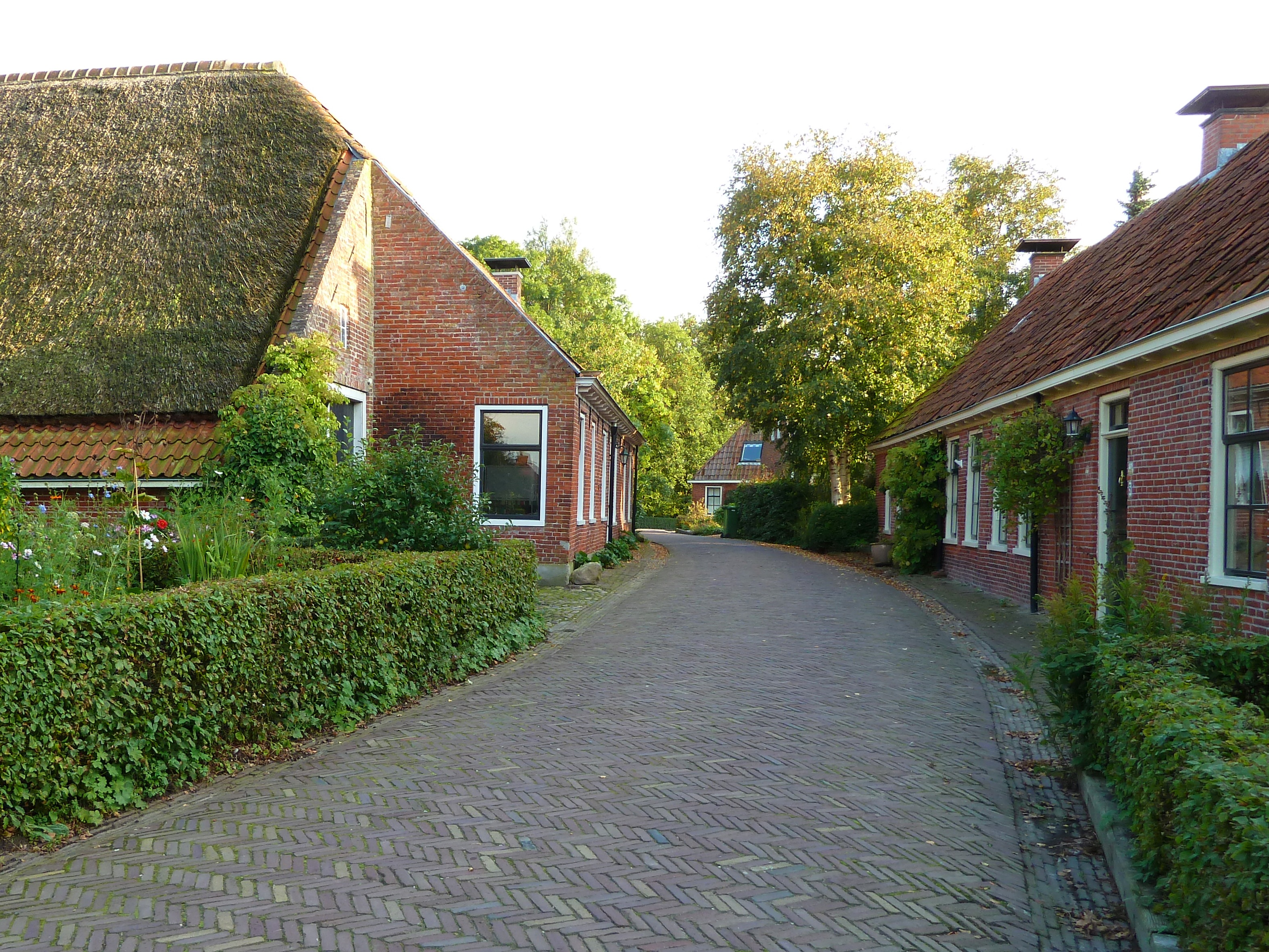
Huizen aan de Noordstraat
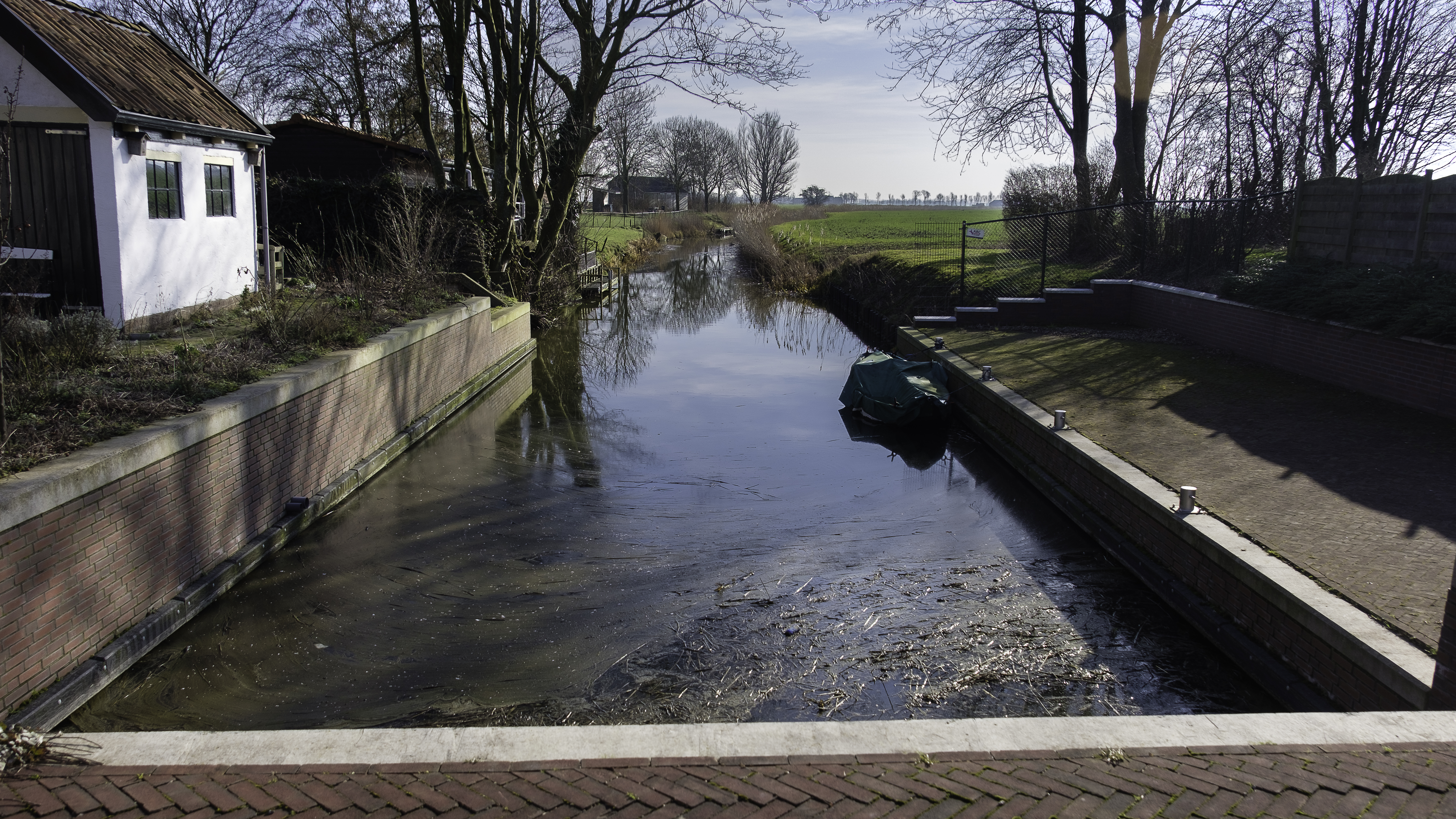
Het haventje van Saaksum aan de opvaart naar het Oldehoofsch kanaal